# Ванесса Гонсалвес
Ванесса Андреа Гонсалвес Гомес (ісп. Vanessa Andrea Gonçalves Gómez; народилася 10 лютого 1986 року у Венесуелі) — переможниця конкурсу Міс Венесуела 2010, представляла свою країну на конкурсі Міс Всесвіт 2011.

## Юність
Народилася в Баруті, Міранда, Венесуела в сім'ї португальського походження, Гонсалвес отримала спеціальність стоматолог, вона закінчила школу та Universidad Santa María в місті Каракас.

## Міс Венесуела 2010
Гонсалвес має зріст 1,77 м, вона стала Міс Міранда, і була однією з 28 фіналісток в національному конкурсі краси Міс Венесуела 2010, що відбувся 28 жовтня 2010 року в Маракайбо, де вона отримала премію за найкращу Вечірню сукню і стала сьомою Міс Венесуела зі штату Міранда.

## Міс Всесвіт 2011
Ванесса стала офіційним представником Венесуели на конкурсі Міс Всесвіт, який відбувся 12 вересня 2011 року.